# 靳瑞
靳瑞（1932年—2010年），男，广东广州人，中国针灸学家，曾任广州中医药大学教授、主任医师、博士生导师。